# NGC 1790
NGC 1790 est constitué d'un groupe étoiles situé dans la constellation du Cocher. 
L'astronome britannique John Herschel a enregistré la position de ce groupe d'étoiles le 16 février 1831.